# Internationaux de Nouvelle-Calédonie 2019
l'Internationaux BNP Paribas de Nouvelle-Calédonie 2019 è stato un torneo professionistico di tennis maschile giocato sul cemento. È stata la sedicesima edizione degli Internationaux de Nouvelle-Calédonie, torneo nell'ambito del ATP Challenger Tour 2019. Si è giocato a Nouméa, in Nuova Caledonia dal 31 dicembre 2018 al 6 gennaio 2019.

## Partecipanti

### Teste di serie
| Nazionalità   | Giocatore         | Ranking* | Testa di serie |
| ------------- | ----------------- | -------- | -------------- |
| Argentina     | Federico Delbonis | 80       | 1              |
| Francia       | Quentin Halys     | 128      | 2              |
| Stati Uniti   | Noah Rubin        | 135      | 3              |
| Giappone      | Yūichi Sugita     | 145      | 4              |
| Italia        | Salvatore Caruso  | 158      | 5              |
| Francia       | Grégoire Barrère  | 163      | 6              |
| Italia        | Filippo Baldi     | 165      | 7              |
| Serbia        | Nikola Milojević  | 174      | 8              |
| Slovenia      | Blaž Rola         | 188      | 9              |
| Francia       | Stéphane Robert   | 195      | 10             |
| Francia       | Maxime Janvier    | 196      | 11             |
| Francia       | Kenny de Schepper | 197      | 12             |
| Spagna        | Tommy Robredo     | 201      | 13             |
| Belgio        | Kimmer Coppejans  | 212      | 14             |
| Austria       | Jurij Rodionov    | 217      | 15             |
| Corea del Sud | Lee Duck-hee      | 218      | 16             |

(*) Ranking al 24 dicembre 2018

### Altri partecipanti
I seguenti giocatori hanno ricevuto una wild card per il tabellone principale:
- Geoffrey Blancaneaux
- Maxime Chazal
- Frederik Nielsen
- Hugo Nys
- Rubin Statham

I seguenti giocatori hanno utilizzato il loro ranking ITF per entrare nel tabellone principale:
- Marcelo Tomás Barrios Vera
- Tobias Simon
- Colin Sinclair
- Tak Khunn Wang

I seguenti giocatori sono passati dalle qualificazioni:
- André Göransson
- Sem Verbeek

## Punti e montepremi
| Torneo    | Torneo              | V      | F     | SF    | QF    | 3T    | 2T  | 1T  | Q | Q1 |
| Singolare | Punti               | 90     | 55    | 33    | 17    | 8     | 5   | 0   | 0 | 0  |
| Singolare | Premi in denaro ($) | 10 800 | 6 360 | 3 765 | 2 190 | 1 290 | 780 | 390 | – | –  |
| Doppio    | Punti               | 90     | 55    | 33    | 17    | –     | –   | 0   | – | –  |
| Doppio    | Premi in denaro ($) | 4 650  | 2 700 | 1 620 | 960   | –     | –   | 540 | – | –  |

## Campioni

### Singolare
Mikael Ymer ha sconfitto in finale  Noah Rubin con il punteggio di 6–3, 6–3.

### Doppio
Dustin Brown /  Donald Young hanno sconfitto in finale  André Göransson /  Sem Verbeek con il punteggio di 7–5, 6–4.